# Falkenstein/Harz
Pour les articles homonymes, voir Falkenstein.
Falkenstein/Harz est une ville allemande de l'arrondissement de Harz, Land de Saxe-Anhalt.

## Géographie
Falkenstein se situe au nord-est du Harz et s'étend dans la vallée de la Selke.
La commune comprend 7 quartiers : Endorf, Ermsleben, Meisdorf, Neuplatendorf, Pansfelde, Reinstedt, Wieserode.
|             | Seeland          |              |
| Ballenstedt | Falkenstein/Harz | Aschersleben |
| Harzgerode  |                  | Arnstein     |

Falkenstein/Harz se trouve sur la Bundesstraße 185 et la ligne de Frose à Quedlinburg.

## Histoire
La commune tire son nom du château-fort.
La commune est issue de la fusion des quartiers, auparavant communes, en janvier 2002.

## Personnalités liées à la commune
- Joachim Ramdohr (1587-1667), magistrat
- Jacob Friedrich Reimmann (1668-1743), théologien, pasteur à Ermsleben.
- Johann Wilhelm Ludwig Gleim (1719-1803), poète né à Ermsleben.
- Achatz Ferdinand von der Asseburg (1721-1797), diplomate
- Friedrich von Goeckingk (1738-1813), général né à Ermsleben.
- Moritz Levin Friedrich von der Schulenburg (1774-1814), chambellan
- Eduard Nehse (1793-après 1855), restaurateur
- Ludwig von Doetinchem de Rande (de) (1826-1899), administrateur de l'arrondissement de Sangerhausen (de)
- Werner Sombart (1863-1941), sociologue né à Ermsleben.
- Carl Delius (1874-1953), homme politique
- Horst Keitel (1928-2015), acteur